# 女人不哭
《女人不哭》，是2006年中國大陸勵志電視劇，共34集，由田海蓉、鄧超、姚芊羽、賈乃亮、湯唯等主演。田海蓉更憑此劇獲得上海東方電影頻道2006年度「最佳收視明星獎」，亦為湯唯電視上的成名作，在結束拍攝兩個月後，她就被李安選中成為《色，戒》的女主角。
此劇曾在湖南電視台、黑龍江電視台、山東電視台、江苏卫视、湖北卫视、河北卫视、吉林卫视、天津卫视、上海東方電影頻道播映，於湖南、黑龍江、山東等地均成為收視冠軍。而2008年7月又將在台灣上映，而於2008年，香港亞洲電視購買得播放權，適逢於汶川大地震發生後播出，於2008年6月4日起逢星期一至五晚上9:00-10:30播出，是第三套Drama90系列劇集。

## 演員阵容
| 演員               | 角色                     | 人物介绍                                             |
| 田海蓉 杨丽晓      | 章子君 小子君            | 章家大姐，父母在地震中丧生，此后肩负起抚养弟妹的重担 |
| 鄧超 邱爽          | 趙劍 小赵剑              |                                                      |
| 賈乃亮 石云鹏 陳松 | 章子華 童年子华 少年子华 | 子君的弟弟，子月的哥哥                               |
| 姚芊羽             | 阿梅 小阿梅              |                                                      |
| 湯唯               | 尚麗                     | 子华的女朋友                                         |
| 劉佳 林靜 张妍     | 章子月 童年子月 少年子月 | 子君、子华的妹妹                                     |
| 雷恪生             | 老申頭                   | 申家菜第七代传人，晓玉、海天的父亲                   |
| 趙亮               | 龐坤                     | 曾经跟随老申头学习申家菜                             |
| 馬麗               | 潘紅棉                   | 潘蒙生的母亲                                         |
| 赵滨               | 钱大磊                   | 工厂的工人，后成为子月的丈夫                         |
| 李诚儒             | 舅 舅                    | 章家姐弟的舅舅                                       |
| 李勤勤             | 舅 妈                    |                                                      |
| 杨冬               | 国强                     | 章家姐弟的表弟                                       |
|                    | 国芳                     | 章家姐弟的表妹，国强的妹妹                           |
| 霍焰 薛咏煜        | 潘蒙生 童年蒙生/小华     | 子君结拜姐弟，排行老七                               |
| 师春玲             | 申晓玉                   | 老申头的三女儿                                       |
| 刘文凤             | 申 静                    |                                                      |
| 杜鹃               | 申阳                     |                                                      |
| 馬可 王亮          | 申海天 童年海天          | 老申头的私生子                                       |
| 普超英             | 顾大妈                   |                                                      |
| 陈希光             | 成浩                     |                                                      |
| 丁海峰             | 子君父                   |                                                      |
| 郑卫莉             | 子君母                   |                                                      |
| 董涛               | 吴杰                     |                                                      |
| 卢映               | 马大顺                   |                                                      |
| 温浩               | 马小顺                   |                                                      |

## 主題曲
- 中國、台灣版 ──前路
  - 作曲：撈仔
  - 填詞：卢永强
  - 主唱：姚貝娜
- 香港版 ──女人不哭
  - 作曲：撈仔
  - 填詞：林若寧
  - 主唱：蔡立

## 外部連結
- 本劇香港aTV網站 （中文）

| 師奶愛鬥大 5月7日-      |                                                     |                                                     |                                                     |                                                     |                                                     |                             |
| 上一套： 火蝴蝶 -6月3日 | 本港台第三線劇集 女人不哭 6月4日-7月8日 21:00-22:30 | 本港台第三線劇集 女人不哭 6月4日-7月8日 21:00-22:30 | 本港台第三線劇集 女人不哭 6月4日-7月8日 21:00-22:30 | 本港台第三線劇集 女人不哭 6月4日-7月8日 21:00-22:30 | 本港台第三線劇集 女人不哭 6月4日-7月8日 21:00-22:30 | 下一套： 生命有明天 7月9日- |